# Campana (otok)
Campana [kampàna] (ali Podo [pòdo] ali Forte di sopra [fòrte di sòpra]) je otok v Beneški laguni v Jadranskem morju. Upravno spada pod italijansko deželo Benečija (pokrajina Benetke).
V 18. stoletju je Beneška republika zgradila na njem utrdbo, eno od osmih v laguni, ki je po njenem zatonu prišla v last najprej Avstrijcem, nato Italijanom, a ni več služila svojemu namenu. Otok je bil zapuščen in utrdba na njem je razpadla.  Ob koncu 20. stoletja je prišel otok v zasebno last.